# Christoph Drescher
Christoph Drescher (* 22. März 1977 in Erfurt) ist ein deutscher Kulturmanager und Intendant.

## Leben
Drescher studierte von 1995 bis 1997 Musikwissenschaft und Betriebswirtschaft an der Universität Hamburg. Parallel gründete er zusammen mit dem Dirigenten Hans Rotman das Zentrum für Neue Musik „cluster“ in Thüringen.
Von 1999 bis 2009 war Drescher geschäftsführender Gesellschafter der kulturdienst: GmbH in Weimar. Im Rahmen dieser Tätigkeit zeichnete er 2003 für die Organisation des Kunstfest Weimar verantwortlich. 2004 war er Mitbegründer des Köstritzer Spiegelzeltes Weimar, eines privaten Festivals für Musik, Theater und Kabarett, dessen Programm er bis 2010 gestaltete. Von 2004 bis 2009 betreute Christoph Drescher die Jüdischen Kulturtage Berlin für die Jüdische Gemeinde zu Berlin.
Seit 2005 ist Christoph Drescher Geschäftsführer und Festivalleiter der Thüringer Bachwochen. Im Rahmen dieser Tätigkeit hat er unter anderem eine Virtual Reality-Rekonstruktion der Weimarer Schlosskirche Himmelsburg entwickelt und das Festivalformat Bach Forward entwickelt, bei dem „Alte Musik neu formatiert und an ungewöhnlichen Orten Konzerte angeboten“ werden. Während der Corona-Pandemie produzierte er 2020 und 2021 die Veranstaltungsreihe 20fastforward in Zusammenarbeit mit anderen Thüringer Konzertveranstaltern und entwickelte die Streamingplattform Bach From Home für die drei mitteldeutschen Bach-Festivals. Für die Thüringer Bachwochen 2023 initiierte er das neue Ticket-Preismodell Pay what you can. Im September 2023 wurde veröffentlicht, dass Drescher die Leitung der Bachwochen im Sommer 2024 abgeben wird.
Von 2013 bis 2018 war Drescher Künstlerischer Leiter des Orchesterfestivals Choriner Musiksommer. 2023 hat er für den Neustart der Leipziger Buchmesse das Format #Buchbar entwickelt und kuratiert, 2022 war er als Künstlerischer Leiter zudem für den Staatsakt zum Tag der deutschen Einheit in Erfurt verantwortlich. Seit 2023 ist er mit den Thüringer Bachwochen Mitglied von tuned – Netzwerk für zeitgenössische Klassik, das von der Kulturstiftung des Bundes initiiert wurde.
Im Herbst 2023 kündigte er an, seine Position als Leiter der Bachwochen nach dem Festival 2024 niederlegen zu wollen.

## Engagement
In seiner Heimatstadt Erfurt engagiert sich Drescher für die Entwicklung der historischen Defensionskaserne auf dem Petersberg zu einem Kultur- und Medien-Standort. Er ist Mitglied im Direktorium der Neuen Bachgesellschaft e. V., im Stifterrat der Neuen Liszt Stiftung in Weimar sowie des Aufsichtsrates des Kulturquartiers Erfurt.